# Wando-eup
Wando-eup (koreanska: 완도읍) är en köping i den sydvästra delen av Sydkorea, 360 km söder om huvudstaden Seoul. Den är centralort i kommunen Wando-gun i provinsen Södra Jeolla.  Wando-eup utgör den södra delen av kommunens huvudö Wando. 